# Wirtschaftssystem
Wirtschaftssystem bezeichnet die Ordnung der Gesamtheit des Wirtschaftslebens in einem Land (Volkswirtschaft). Im Mittelpunkt steht die Koordination der Einzelpläne der privaten und öffentlichen Wirtschaftssubjekte, insbesondere welche Güter in quantitativer, qualitativer, räumlicher und zeitlicher Beziehung produziert werden, welche Arbeitskräfte und Produktionsmittel an welcher Stelle des Wirtschaftsprozesses eingesetzt werden und wie die Ergebnisse verteilt werden.
Hinsichtlich der Entwicklung von Wirtschaftssystemen bestehen zwei konträre Denkstile. Zum einen wird sie auf geschichtliche Gesetzmäßigkeiten zurückgeführt; von Walter Eucken wurde dies als Denken in Geschichtlichen Entwicklungen bezeichnet. So wurde der Begriff Wirtschaftssystem ursprünglich von Werner Sombart eingeführt und war auf wirtschaftsgeschichtliche und wirtschaftssoziologische Entwicklungen ausgerichtet. Zum anderen wird die Entwicklung von Wirtschaftssystemen als das Ergebnis politischer Entscheidungen betrachtet; Eucken bezeichnete dies als Denken in Ordnungen.
Der Begriff wird uneinheitlich verwendet, insbesondere in Abgrenzung zum Begriff Wirtschaftsordnung. Häufig werden diese Begriffe synonym verwendet. Einige Autoren verstehen in Anlehnung an Walter Eucken unter einem Wirtschaftssystem eine idealtypische Modellkonstruktion, während der Begriff Wirtschaftsordnung eine reale Volkswirtschaft oder eine realtypische Modellkonstruktion bezeichnet.
Nach dem systemtheoretischen Ansatz bildet das Wirtschaftssystem den analytischen Oberbegriff, welcher den von den Menschen in ihrer Eigenschaft als Produzenten und Konsumenten geformten Wirtschaftsprozess beschreibt. Der Wirtschaftsprozess wiederum wird einerseits geformt durch die Wirtschaftsordnung, also der gesetzlich geschaffenen Wirtschaftsverfassung und der gewachsenen kulturellen und sittlich-moralischen Ordnung, und andererseits durch die Wirtschaftsfaktoren (die vorhandene Ressourcen, Humankapital etc.). Jegliches System kann langfristig nur stabil sein, wenn die größeren Systeme, deren Teil es ist, ebenfalls stabil sind. Insofern hängt die Stabilität von Wirtschaftssystemen vor allem von stabilen politischen Bedingungen und intakten Ökosystemen ab.

## Begriffe
Wirtschaftssystem ist nach der Systemtheorie ein analytischer Oberbegriff für alle diejenigen Elemente, Strukturen, die sich durch den gemeinsamen Sinn der Bedürfnisbefriedigung angesichts knapper Güter als Teil des Gesellschaftssystems von anderen Teilsystemen wie Politik und Kultur abgrenzen lassen.
Das Wirtschaftssystem umfasst erstens die wirtschaftlichen Elemente und Akteure, vor allem private und öffentliche Haushalte sowie Unternehmen und deren Verfügungsgewalt über Produktions- und Verbrauchsmittel. Hinzu kommen zweitens die wirtschaftlichen Beziehungen, d. h. die Produktions-, Distributions- und Konsumprozesse in und zwischen den Wirtschaftseinheiten. Schließlich ist drittens die aus dem Zusammenwirken der Elemente und Akteure entstehende wirtschaftliche Ordnung Bestandteil des Wirtschaftssystems; sie beruht auf den institutionellen Regeln bezüglich Eigentum, Vertrag, Markt und Tausch (Wirtschaftsordnung, Wirtschaftsverfassung). Das Wirtschaftssystem wird maßgeblich durch die Interdependenz mit anderen sozialen Teilsystemen geprägt, vor allem mit dem politischen und rechtlichen System.

## Funktion von Wirtschaftssystemen
Ein Wirtschaftssystem kennzeichnet das Verfügen über knappe Güter im Zusammenhang mit der Bedürfnisbefriedigung der Menschen. Die Diskrepanz zwischen unbefriedigten Bedürfnissen und knappen Gütern bedarf in einer jeden Gesellschaft der Problemlösung und hat in arbeitsteiligen, hochspezialisierten Gesellschaften zur Entstehung eines in ihren Wirkungszusammenhängen komplexen, kaum mehr zu überschauenden Netzwerkes geführt. Das Wirtschaftssystem umfasst die Erstellung, die Verteilung und den Verbrauch von Gütern unter dem Grundsatz der Wirtschaftlichkeit zur Befriedigung des privaten und öffentlichen Bedarfs. Demgegenüber kennzeichnet das politische System die Ausübung von Macht auf der Grundlage eines in der Regel dem Staat vorbehaltenen Potentials der Gewaltandrohung und -anwendung sowie die politische Willensbildung und ihre institutionelle Ausdifferenzierung.
Ein Wirtschaftssystem hat folgende Aufgaben zu erfüllen:
- Zuordnung der ökonomischen Entscheidungsbefugnisse (Wer entscheidet – Individuum oder Behörde/ Bottom up oder Top down?)
- Kontrolle der sachgemäßen Verwendung der Produktionsmittel und Ahndung von Fehlplanungen (Wer kontrolliert und entscheidet – Markt und Wettbewerb als Ausleseverfahren oder Staat und Planung?)
- Information der Wirtschaftssubjekte über die Güterknappheiten und andere ökonomisch relevante Fakten (Wie werden Preise gebildet – frei oder staatlich festgesetzt?)
- Anreizen der Wirtschaftssubjekte zu effizientem und innovativem Verhalten (Bedürfnisbefriedigung der Konsumenten und Wettbewerb als Entdeckungsverfahren oder zentrale Planung und Belobigung?)
- Koordination der Planungen und Handlungen der Wirtschaftssubjekte im arbeitsteiligen Wirtschaftsprozess (Angebot und Nachfrage bilden den Preis oder zentrale Planung koordiniert?)

## Typen
Wirtschaftssysteme besitzen eine systemrationale Struktur oder eine systemspezifische Ordnung. Diese hängt von den ökonomischen Ordnungsprinzipien, den Mechanismen und Regelungen ab, die sich zu einem gesamtwirtschaftlichen Steuerungs- und Koordinierungssystem verknüpfen und so die Wirtschaftssubjekte bei ihrer Bedürfnisbefriedigung und Verminderung der Güterknappheit ausrichten. Jene Steuerungs- und Koordinationselemente, die in ihrem Zusammenwirken das Wirtschaftsgeschehen hervorbringt, sind Erkenntnisobjekt der Wirtschaftssystem-Theorie.
Maßgeblichen Einfluss auf den Charakter der systemspezifischen Ordnung üben folgende Faktoren aus:
- Eigentum (Privat- oder Staatseigentum) und
- Art der Koordination (dezentrale oder zentrale Planung und Lenkung).
- Hinzu kommt, ob die Preisbildung frei auf offenen Märkten erfolgt oder durch staatliche Eingriffe beeinflusst bzw. festgesetzt wird und
- das Ausmaß der Öffnung des Wirtschaftssystems gegenüber anderen Volkswirtschaften (internationale Arbeitsteilung oder Autarkie).

Die praktizierte Wirtschaftspolitik und die verfolgte Ordnungspolitik verändern das Wirtschaftssystem wesentlich.
Als grundsätzliche Formen sind zu nennen:
- Marktwirtschaft (Privateigentum an Produktionsmitteln, Preisbildung durch Angebot und Nachfrage, dezentrale Planung der Wirtschaftsprozesse)
- Zentralverwaltungswirtschaft (Kollektiv-/Staatseigentum an Produktionsmitteln, festgelegte Preise und Löhne, zentrale Planung der Wirtschaftsprozesse)

Diese Formen sind idealtypischer Natur. In der Realität treten fast ausschließlich Mischformen („mixed economies“) auf. Interessant ist die realtypische Situation des Handels, der (nach Schenk) je nach konkretem Wirtschaftssystem eine Mischung aus ausschließlich oder überwiegend systemrelevanten und systemindifferenten Funktionen übernimmt bzw. übernehmen soll.
Zudem gibt es gesellschaftstheoretische und -politische Versuche, einen Dritten Weg zwischen Kapitalismus und Sozialismus zu verwirklichen. Die Sehnsucht nach einer Versöhnung dieser beiden Formen kommt beispielhaft zum Ausdruck in der "humanen Wirtschaftsdemokratie" (Ota Šik), der "sozialistischen Marktwirtschaft" oder "regulierten Marktwirtschaft" (Michail Gorbatschow) und der Freiwirtschaftslehre (Silvio Gesell).
Als politischer Begriff kennzeichnet ferner Wohlfahrtsstaat die historische Entwicklung des deutschen Staat- und Wirtschaftssystems. Der Wohlfahrtsstaat ist durch die Tendenz gekennzeichnet, die persönliche Präferenz, Initiative und Verantwortung des einzelnen Bürgers der kollektiven Sicherheit und dem Wertkodex der Regierenden unterzuordnen.

## Abgrenzung
Der Begriff Wirtschaftssystem lässt sich abgrenzen von den Begriffen Wirtschaftsordnung (= Gesamtheit der wirtschaftlichen Rahmenbedingungen/ Organisation der Wirtschaft), Wirtschaftsverfassung (= wirtschaftlich relevante Artikel der Verfassung, Gesetze und Verordnungen sowie das selbstgeschaffene Recht der Wirtschaft), Wirtschaftsstil (= Klassifikation historischer Wirtschaftsweisen) und Wirtschaftsform (= Unterscheidung nach Bedarfs- oder Erwerbswirtschaften).

## Historische Erscheinungsformen
Den historischen Erscheinungsformen deutscher Wirtschaftssysteme in der Neuzeit lassen sich folgende uneinheitliche Begriffe zuordnen, die sich vor allem aus der jeweiligen Wirtschaftsordnung ableiten:
- Bundesrepublik Deutschland –  Soziale Marktwirtschaft bzw. Gelenkte Volkswirtschaft
- Deutsche Demokratische Republik – Zentralverwaltungswirtschaft
- Nationalsozialismus – NS-Wehrwirtschaft
- Weimarer Republik – sozialstaatliche Übergangsform
- Deutsches Kaiserreich – Organisierter Kapitalismus
- Deutscher Bund – uneinheitlich: feudal-ständische und liberal-bürgerliche Ordnungen